# ریچل بلا
راچل بلا (انگلیسی: Rachael Bella؛ زادهٔ ۱۳ مارس ۱۹۸۴) یک هنرپیشه اهل ایالات متحده آمریکا است. وی بین سال‌های ۱۹۹۳ تا ۲۰۰۶ میلادی فعالیت می‌کرد.
از فیلم‌ها یا برنامه‌های تلویزیونی که وی در آن نقش داشته‌است می‌توان به حلقه، مقدسین خانواده و تفنگ آمریکایی اشاره کرد.